# Tokači (řeka)
Tokači (japonsky: 十勝川, Tokačigawa) je řeka na jihovýchodě ostrova Hokkaidó v Japonsku. Je 196 km dlouhá. Povodí má rozlohu 8780 km².

## Průběh toku
Pramení na východních svazích horského hřbetu Daisecuzan (Tokačidake). Teče přes rovinu Tokači. Ústí do Tichého oceánu.

## Využití
Na rovině je možná vodní doprava pro lodě s malým ponorem. Na řece leží města Obihiro, Makubecu, Ikeda.